# 小山塘北岛
小山塘北岛，位于中华人民共和国浙江省东北部舟山群岛崎岖列岛中的一座岛屿，隶属于浙江省嵊泗县洋山镇管辖。小山塘北岛地处大洋山以西1.47千米，大山塘岛以东300米处。岛屿形似“火炬”，长720米，最宽处300米，海岸线长1.76千米，陆地面积0.101平方千米，原地貌最高点海拔49.6米。2000年以后，小山塘北岛作为建设洋山深水港的石料基地被开发，岛上地貌基本夷为平地。